# 4play
Albums de The Cure
Join the Dots
(2004) 4:13 Dream
(2008)
4play est une compilation du groupe The Cure disponible en téléchargement via iTunes à compter du 10 janvier 2006.
Un CD promotionnel était sorti précédemment en 2005 comprenant seulement les huit premiers morceaux.

## Présentation
Cette compilation propose huit titres déjà présents sur les éditions Deluxe des quatre premiers albums du groupe, une interview en quatre parties de Robert Smith parlant de ces albums, ainsi que des versions réenregistrées en mai 2005 des chansons Three Imaginary Boys (1979), Seventeen Seconds (1980), Faith (1981) et Pornography (1982).

## Liste des titres
| 1.      | 10:15 Saturday Night                          | - Robert Smith - Michael Dempsey - Lol Tolhurst      | extrait de Three Imaginary Boys                     | 3:42 |
| 2.      | Subway Song (Live in Nottingham 10/79)        | - Smith - Dempsey - Tolhurst                         | extrait de l'édition Deluxe de Three Imaginary Boys | 2:27 |
| 3.      | A Forest                                      | - Smith - Simon Gallup - Matthieu Hartley - Tolhurst | extrait de Seventeen Seconds                        | 5:54 |
| 4.      | At Night (Live in France 06/80)               | - Smith - Gallup - Hartley - Tolhurst                | extrait de l'édition Deluxe de Seventeen Seconds    | 5:37 |
| 5.      | Primary                                       | - Smith - Gallup - Tolhurst                          | extrait de Faith                                    | 3:39 |
| 6.      | The Funeral Party (Live somewhere Summer '81) | - Smith - Gallup - Tolhurst                          | extrait de l'édition Deluxe de Faith                | 4:38 |
| 7.      | The Hanging Garden                            | - Smith - Gallup - Tolhurst                          | extrait de Pornography                              | 4:34 |
| 8.      | A Short Term Effect (Live in Brussels 06/82)  | - Smith - Gallup - Tolhurst                          | extrait de l'édition Deluxe de Pornography          | 4:06 |
| 9.      | Three Imaginary Boys                          | - Smith - Dempsey - Tolhurst                         | version réenregistrée en mai 2005                   | 3:11 |
| 10.     | Seventeen Seconds                             | - Smith - Gallup - Hartley - Tolhurst                | version réenregistrée en mai 2005                   | 4:05 |
| 11.     | Faith                                         | - Smith - Gallup - Tolhurst                          | version réenregistrée en mai 2005                   | 7:07 |
| 12.     | Pornography                                   | - Smith - Gallup - Tolhurst                          | version réenregistrée en mai 2005                   | 5:51 |
| 13.     | Interview de Robert Smith (Partie 1)          |                                                      |                                                     | 5:01 |
| 14.     | Interview de Robert Smith (Partie 2)          |                                                      |                                                     | 5:08 |
| 15.     | Interview de Robert Smith (Partie 3)          |                                                      |                                                     | 4:05 |
| 16.     | Interview de Robert Smith (Partie 4)          |                                                      |                                                     | 5:15 |
| 1:14:24 |                                               |                                                      |                                                     |      |

Musiciens sur les versions réenregistrées en 2005
- Robert Smith : chant, guitare
- Simon Gallup : basse
- Jason Cooper : batterie